# 45847 Gartrelle
45847 Gartrelle este o planetă minoră (asteroid), cu un diametru de 4,459 km, din centura de asteroizi. A fost descoperită pe 4 septembrie 2000 la Stația Anderson Mesa de Lowell Observatory Near-Earth-Object Search. 
Obiectul prezintă o orbită caracterizată de o semiaxă mare de 2,3789820805622 UAi, o excentricitate de 0,16455995148057, o înclinație de 2,1368517144028 ° în raport cu ecliptica.